# Mistrzostwa Europy w Zapasach 1986
41. Mistrzostwa Europy w zapasach odbywały się od 14 do 18 kwietnia w Pireusie.

## Styl klasyczny

### Medaliści
| Konkurencja | Złoto               | Srebro             | Brąz               |
| ----------- | ------------------- | ------------------ | ------------------ |
| -48 kg      | Iwan Samtajew       | Bratan Cenow       | Vincenzo Maenza    |
| -52 kg      | Siergiej Diudiajew  | Mihai Cișmaș       | Jon Rønningen      |
| -57 kg      | Timierżan Kalimulin | Bambis Cholidis    | Keijo Pehkonen     |
| -62 kg      | Árpád Sipos         | Benni Ljungbeck    | Hugo Dietsche      |
| -68 kg      | Lewon Dżulfalakian  | Rumen Tenew        | Stanisław Barej    |
| -74 kg      | Michaił Mamiaszwili | Roger Tallroth     | Jouko Salomäki     |
| -82 kg      | Tibor Komáromi      | Bogdan Daras       | Tejmuraz Apchazawa |
| -90 kg      | Atanas Komszew      | Franz Pitschmann   | Ilie Matei         |
| -100 kg     | Jožef Tertei        | Thomas Horschel    | Istaván Illés      |
| +100 kg     | Nikoła Dinew        | Nikołaj Makarienko | Tomas Johansson    |

### Tabela medalowa
| Lp. | Państwo    | Złoto | Srebro | Brąz |
| --- | ---------- | ----- | ------ | ---- |
| 1   | ZSRR       | 5     | 1      | 1    |
| 2   | Bułgaria   | 2     | 2      | 0    |
| 3   | Węgry      | 2     | 0      | 1    |
| 4   | Jugosławia | 1     | 0      | 0    |
| 5   | Szwecja    | 0     | 2      | 1    |
| 6   | Polska     | 0     | 1      | 1    |
|     | Rumunia    | 0     | 1      | 1    |
| 8   | NRD        | 0     | 1      | 0    |
|     | Grecja     | 0     | 1      | 0    |
|     | Austria    | 0     | 1      | 0    |
| 11  | Finlandia  | 0     | 0      | 2    |
| 12  | Norwegia   | 0     | 0      | 1    |
|     | Włochy     | 0     | 0      | 1    |
|     | Szwajcaria | 0     | 0      | 1    |

## Styl wolny

### Medaliści
| Konkurencja | Złoto              | Srebro                | Brąz              |
| ----------- | ------------------ | --------------------- | ----------------- |
| -48 kg      | Aleksandr Dorżu    | Reiner Heugabel       | Alin Păcuraru     |
| -52 kg      | Walentin Jordanow  | Szaban Trstena        | Minatułła Daibow  |
| -57 kg      | Georgi Kałczew     | Rusłan Karajew        | Zygmunt Kołodziej |
| -62 kg      | Xəzər İsayev       | Walentin Sawow        | Marian Skubacz    |
| -68 kg      | Abdułła Magomiedow | Simeon Szterew        | Jan Szymański     |
| -74 kg      | Adłan Warajew      | Claudiu Tămăduianu    | Kemał Mustafow    |
| -82 kg      | Aleksandyr Nanew   | Wagab Kazibiekow      | Jozef Lohyňa      |
| -90 kg      | Sanasar Oganisian  | Gábor Tóth            | Torsten Wagner    |
| -100 kg     | Georgi Karaduszew  | Asłan Chadarcew       | Uwe Neupert       |
| +100 kg     | Andreas Schröder   | Małchaz Mermaniszwili | Adam Sandurski    |

### Tabela medalowa
| Lp. | Państwo        | Złoto | Srebro | Brąz |
| --- | -------------- | ----- | ------ | ---- |
| 1   | ZSRR           | 5     | 4      | 1    |
| 2   | Bułgaria       | 4     | 2      | 1    |
| 3   | NRD            | 1     | 0      | 2    |
| 4   | Rumunia        | 0     | 1      | 1    |
| 5   | RFN            | 0     | 1      | 0    |
|     | Węgry          | 0     | 1      | 0    |
|     | Jugosławia     | 0     | 1      | 0    |
| 8   | Polska         | 0     | 0      | 4    |
| 9   | Czechosłowacja | 0     | 0      | 1    |